# Is Tropical
Is Tropical est un groupe anglais qui s’est formé en 2009 à Londres.

## Biographie
Le groupe se compose de Gary Barber (guitare, basse, claviers, chant), Simon Milner (guitare, claviers, chant) et Dom Apa (batterie, programmations). Gary Barber et Simon Milner grandissent à Bournemouth . Les membres sont connus pour masquer leurs visages derrière des foulards,.
Peu après ils emménagent à Londres où ils font la connaissance de Dom Apa.
Repéré via MySpace, le trio sort en janvier 2010 son premier single When O’When produit par Al O’Connell, membre des Klaxons. Par la suite Is Tropical signe sur le label français Kitsuné. À ce titre, ils apparaissent sur les Kitsuné Maison Compilation numéro 10 The Fireworks Issue et 11 The Indie Dance Issue. Ils remixent Two Door Cinema Club et se produisent en mai 2010 à Paris dans le cadre de la soirée du label. En novembre 2010, le trio participe au festival Les Inrocks Black XS avec son maxi South Pacific. Le mois suivant, il joue aux Transmusicales de Rennes. En janvier 2011, les membres du groupe partent en tournée française avec les Klaxons, dont ils font la première partie.
Ils sortent ensuite leur premier album, Native To, en juin 2011. 
Cet album reçoit des critiques mitigées. La revue Magic trouve le disque « fade » là où Les Inrockuptibles qualifient la musique du groupe « radieuse, bondissante et ludique », le NME quant à lui attribue une note de 6 sur 10 au disque. Le clip du single The greeks rencontre un certain succès, étant même remarqué par Kanye West. Ils continuent de défendre leur album sur scène lors d'une tournée européenne et se produisent également dans de nombreux festivals, notamment au Melt! festival à Ferropolis en Allemagne, au festival Scopitone à Nantes ou encore pour Les 24 heures de l'INSA à Lyon. En mai 2012 ils publient, toujours chez Kitsuné, un mini album contenant des remixes des morceaux de leur album par 7 artistes différents (Breton et Juveniles entre autres). Parallèlement, ils accompagnent Crystal Fighters sur les dates de leur tournée Nord-américaine.